# Sveriges håndboldlandshold (damer)
Sveriges håndboldlandshold er Sveriges landshold i håndbold. De vandt sølvmedaljer under EM 2010 og bronze ved EM 2014. Holdet har desuden sjettepladser fra VM 1993 og 2007 samt EM i 2006. Holdet endte desuden på ottendepladsen under OL 2008, da holdet for første gang deltog i OL. Landsholdets nuværende træner er Tomas Axnér.
Holdets hidtil bedste resultat internationalt var de nåede semifinalen ved VM 2017 i Tyskland og endte som samlet fire. De blev ligeledes nummer 4, ved Sommer-OL 2020 i Tokyo.

## Resultater

### Olympiske Lege
- 1976: ikke kvalificeret
- 1980: ikke kvalificeret
- 1984: ikke kvalificeret
- 1988: ikke kvalificeret
- 1992: ikke kvalificeret
- 1996: ikke kvalificeret
- 2000: ikke kvalificeret
- 2004: ikke kvalificeret
- 2008: 8.-plads
- 2012: 11.-plads
- 2016: 7.-plads
- 2020: 4.-plads

### Verdensmesterskabet
- 1957: 8.-plads
- 1962: Ikke kvalificeret
- 1965: Ikke kvalificeret
- 1971: ikke kvalificeret
- 1973: ikke kvalificeret
- 1975: ikke kvalificeret
- 1978: ikke kvalificeret
- 1982: ikke kvalificeret
- 1986: ikke kvalificeret
- 1990: 13.-plads
- 1993: 6.-plads
- 1995: 11.-plads
- 1997: ikke kvalificeret
- 1999: ikke kvalificeret
- 2001: 8.-plads
- 2003: ikke kvalificeret
- 2005: ikke kvalificeret
- 2007: ikke kvalificeret
- 2009: 13.-plads
- 2011: 9.-plads
- 2013: ikke kvalificeret
- 2015: 9.-plads
- 2017: 4.-plads
- 2019: 7.-plads
- 2021: 5.-plads

### Europamesterskabet
- 1994: 7.-plads
- 1996: 8.-plads
- 1998: ikke kvalificeret
- 2000: ikke kvalificeret
- 2002: 15.-plads
- 2004: 14.-plads
- 2006: 6.-plads
- 2008: 9.-plads
- 2010:  Sølv
- 2012: 8.-plads
- 2014:  Bronze
- 2016: 8.-plads
- 2018: 6.-plads
- 2020: 11.-plads
- 2022: 5.-plads

### Andre turneringer
- Carparthian Thophy 1994:  Bronze
- GF World Cup 2006: 4.-plads
- Møbelringen Cup 2001:  Bronze
- Møbelringen Cup 2011:  Bronze
- Carpathian Thophy 2015:  Guld

## Seneste trup
Den aktuelle spillertrup til EM i håndbold 2024 i Schweiz, Ungarn og Østrig.
Cheftræner:  Tomas Axnér
| Nr. | Navn                     | Position     | Alder                      | Højde  | Kampe | Mål | Klub                |
| --- | ------------------------ | ------------ | -------------------------- | ------ | ----- | --- | ------------------- |
| 1   | Johanna Bundsen          | Målvogter    | 3. juni 1991 (33 år)       | 185 cm | 157   | 6   | HB Ludwigsburg      |
| 2   | Clara Lerby              | Højre back   | 8. maj 1999 (25 år)        | 172 cm | 12    | 35  | EH Aalborg          |
| 6   | Carin Strömberg          | Playmaker    | 10. juli 1993 (31 år)      | 184 cm | 159   | 229 | Vipers Kristiansand |
| 7   | Linn Blohm               | Stregspiller | 20. maj 1992 (32 år)       | 180 cm | 179   | 527 | Győri ETO KC        |
| 8   | Jamina Roberts           | Venstre back | 28. maj 1990 (34 år)       | 176 cm | 246   | 645 | Vipers Kristiansand |
| 11  | Tyra Axnér               | Venstre back | 20. december 1996 (28 år)  | 165 cm | 47    | 80  | Metz Handball       |
| 16  | Jessica Ryde             | Venstre back | 18. maj 1994 (30 år)       | 185 cm | 61    | 0   | Debreceni VSC       |
| 17  | Nina Dano                | Højre back   | 20. december 1996 (28 år)  | 165 cm | 59    | 105 | IK Sävehof          |
| 21  | Evelina Eriksson         | Målvogter    | 20. august 1996 (28 år)    | 184 cm | 45    | 1   | CSM Bucuresti       |
| 22  | Clara Petersson Bergsten | Stregspiller | 28. maj 2002 (22 år)       | 162 cm | 8     | 14  | Skuru IK            |
| 23  | Emma Lindqvist           | Højre back   | 17. september 1997 (27 år) | 177 cm | 101   | 212 | Ikast Håndbold      |
| 24  | Nathalie Hagman          | Højre fløj   | 19. juli 1991 (33 år)      | 167 cm | 234   | 882 | SCM Râmnicu Vâlcea  |
| 29  | Kristin Thorleifsdóttir  | Venstre back | 13. januar 1998 (27 år)    | 181 cm | 73    | 103 | Debreceni VSC       |
| 35  | Sofia Hvenfelt           | Stregspiller | 23. april 1996 (28 år)     | 180 cm | 34    | 37  | HB Ludwigsburg      |
| 38  | Elin Hansson             | Venstre fløj | 7. august 1996 (28 år)     | 173 cm | 87    | 221 | Team Esbjerg        |
| 42  | Jenny Carlson            | Playmaker    | 17. april 1995 (29 år)     | 172 cm | 73    | 205 | HB Ludwigsburg      |
| 49  | Olivia Löfqvist          | Stregspiller | 13. juli 1998 (26 år)      | 177 cm | 21    | 22  | Vipers Kristiansand |

## Nævnværdige Spillere
Svenske håndboldspillere der er kommet på all-star holdet.
MVP
- Linnea Torstenson, EM i håndbold 2010
- Isabelle Gulldén, EM i håndbold 2014

All-Star Team
- Annika Wiel Hvannberg, EM i håndbold 2006
- Nathalie Hagman, Sommer-OL 2016 og VM 2017
- Linn Blohm, VM 2019
- Jamina Roberts, Sommer-OL 2020

Top scorer
- Isabelle Gulldén, EM i håndbold 2014 (58 goals)

Bedst defensive spiller
- Johanna Wiberg, EM i håndbold 2010
- Sabina Jacobsen, EM i håndbold 2014

### Kendte Spillere
- Åsa Eriksson
- Matilda Boson
- Annika Wiel Hvannberg
- Tina Flognman
- Madeleine Grundström
- Linnea Torstenson
- Nathalie Hagman
- Mia Hermansson-Högdahl
- Isabelle Gulldén
- Johanna Ahlm
- Loui Sand
- Ulrika Toft Hansen
- Jenny Alm

## Rekorder
Stadig aktiv
| #  | Spillere               | Kampe | Mål  |
| -- | ---------------------- | ----- | ---- |
| 1  | Åsa Eriksson           | 251   | 1087 |
| 2  | Mia Hermansson-Högdahl | 225   | 1153 |
| 3  | Tina Flognman          | 225   | 388  |
| 4  | Isabelle Gulldén       | 224   | 846  |
| 5  | Matilda Boson          | 210   | 515  |
| 6  | Jamina Roberts         | 187   | 423  |
| 7  | Kristina Jönsson       | 183   | 2    |
| 8  | Gunilla Olsson         | 181   | 293  |
| 9  | Linnea Torstenson      | 177   | 655  |
| 10 | Nathalie Hagman        | 175   | 549  |

| #  | Player                 | Mål  | Kampe | Gennemsnitligt |
| -- | ---------------------- | ---- | ----- | -------------- |
| 1  | Mia Hermansson-Högdahl | 1091 | 216   | 5.05           |
| 2  | Åsa Eriksson           | 1087 | 251   | 4.33           |
| 3  | Isabelle Gulldén       | 846  | 224   | 3.77           |
| 4  | Linnea Torstenson      | 655  | 177   | 3.70           |
| 5  | Nathalie Hagman        | 549  | 175   | 3.14           |
| 6  | Lina Olsson Rosenberg  | 535  | 146   | 3.66           |
| 7  | Matilda Boson          | 515  | 210   | 2.45           |
| 8  | Katarina Arfwidsson    | 493  | 132   | 3.73           |
| 9  | Johanna Ahlm           | 460  | 142   | 3.24           |
| 10 | Jamina Roberts         | 423  | 187   | 2.26           |

## Landstænere gennem tiden
| Periode              | Træner             |
| -------------------- | ------------------ |
| 1991–1994; 1999–2003 | Tomas Ryde         |
| 2003–2005            | Per-Olof Jonsson   |
| 2005–2008            | Ulf Schefvert      |
| 2008–2012            | Per Johansson      |
| 2012–2013            | Torbjörn Klingvall |
| 2014–2015; 2016      | Helle Thomsen      |
| 2015–2016            | Thomas Sivertsson  |
| 2016–2020            | Henrik Signell     |
| 2020–                | Tomas Axnér        |